# Hoheluft-Ost
Hoheluft-Ost, en baix alemany Hogeluft-Oost, és amb els seus 600 hectàrees el barri més petit de l'estat d'Hamburg a Alemanya. Es troba al districte (Bezirk) d'Hamburg-Nord al marge dret de l'Isebek canalitzat. A la fi de 2014 tenia 9.331 habitants a una superfície de 0,6 km².
És un barri d'habitació densa, sense gaire altres activitats econòmiques que unes escoles, comerços de proximitat i petites empreses de servei que van establir-se als antics tallers del tramvia.

## Història
Fins al 1939, la zona feia part d'Eppendorf, amb el qual comparteix la història. El barri Hoheluft es va crear durant la dictadura nazi, el 1939 i el 1951 va ser escindit en dues parts, següint la línia del carrer Hoheluftchaussée en Hoheluft-Ost i Hoheluft-West (al districte d'Eimsbüttel). No se sap gaire d'on prové el nom, que traduït significa «aire alt». Podria derivar d'una denominació irònica referint a una forca o a un alberg Hoge Licht (llum alta). Un primer esment escrit del nom data del 1802. Fins a mitjans del segle xix era una zona rural on el 1850 només vivien uns quaranta veïns. La urbanització va accelerar-se després de la supressió de la tancadura nocturna de les portes de la ciutat d'Hamburg el 1860 i sobretot després de l'annexió de Slesvig-Holstein per Prússia després de la Guerra dels Ducats el 1864.
El barri és connectat per dues estacions de la línia U2 del metro d'Hamburg, Hoheluftbrücke i Eppendorfer Baum, que es troben tot just fora dels límits del barri.

## Llocs d'interès

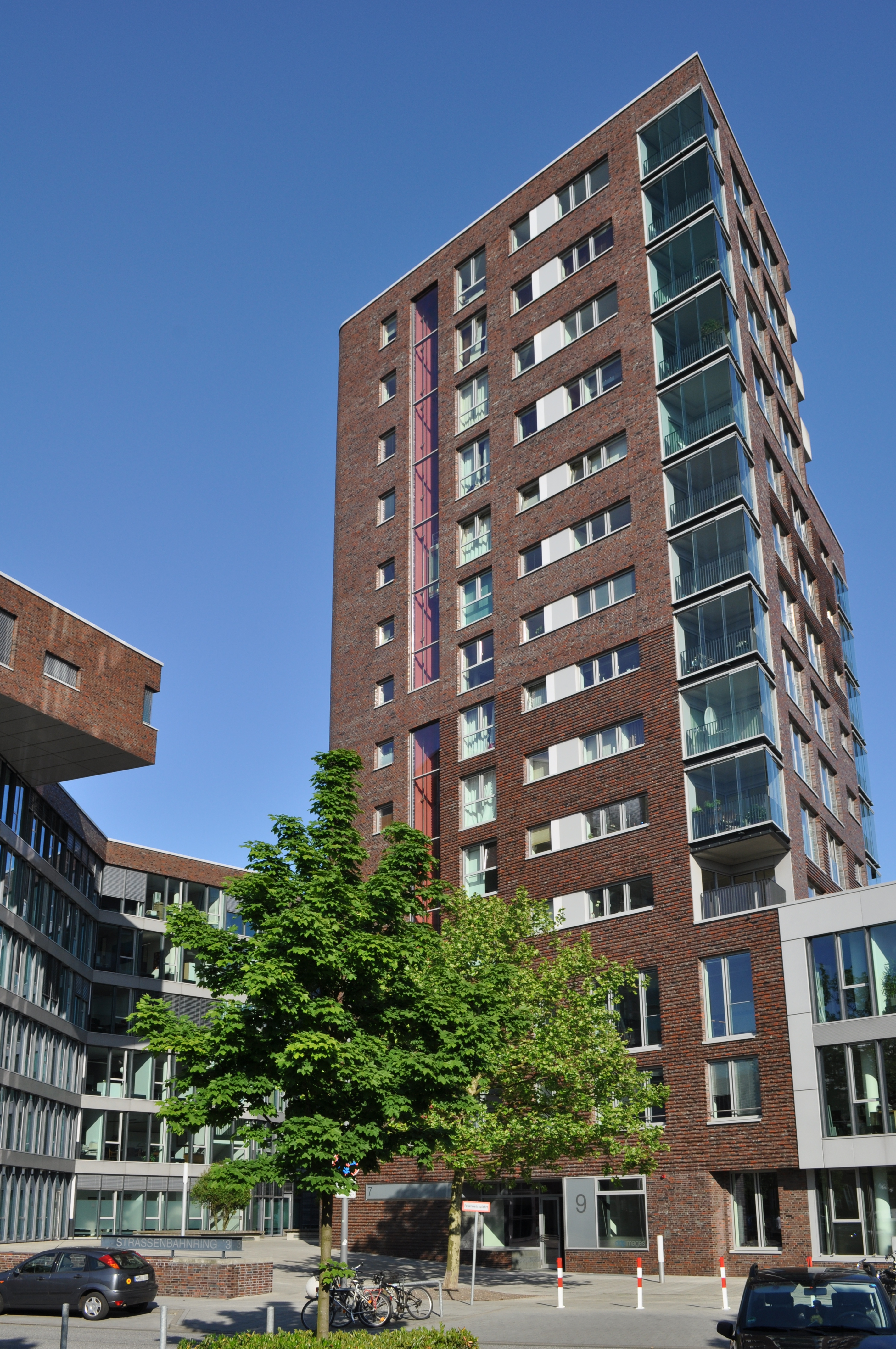
Pisos de la torre Falkenried
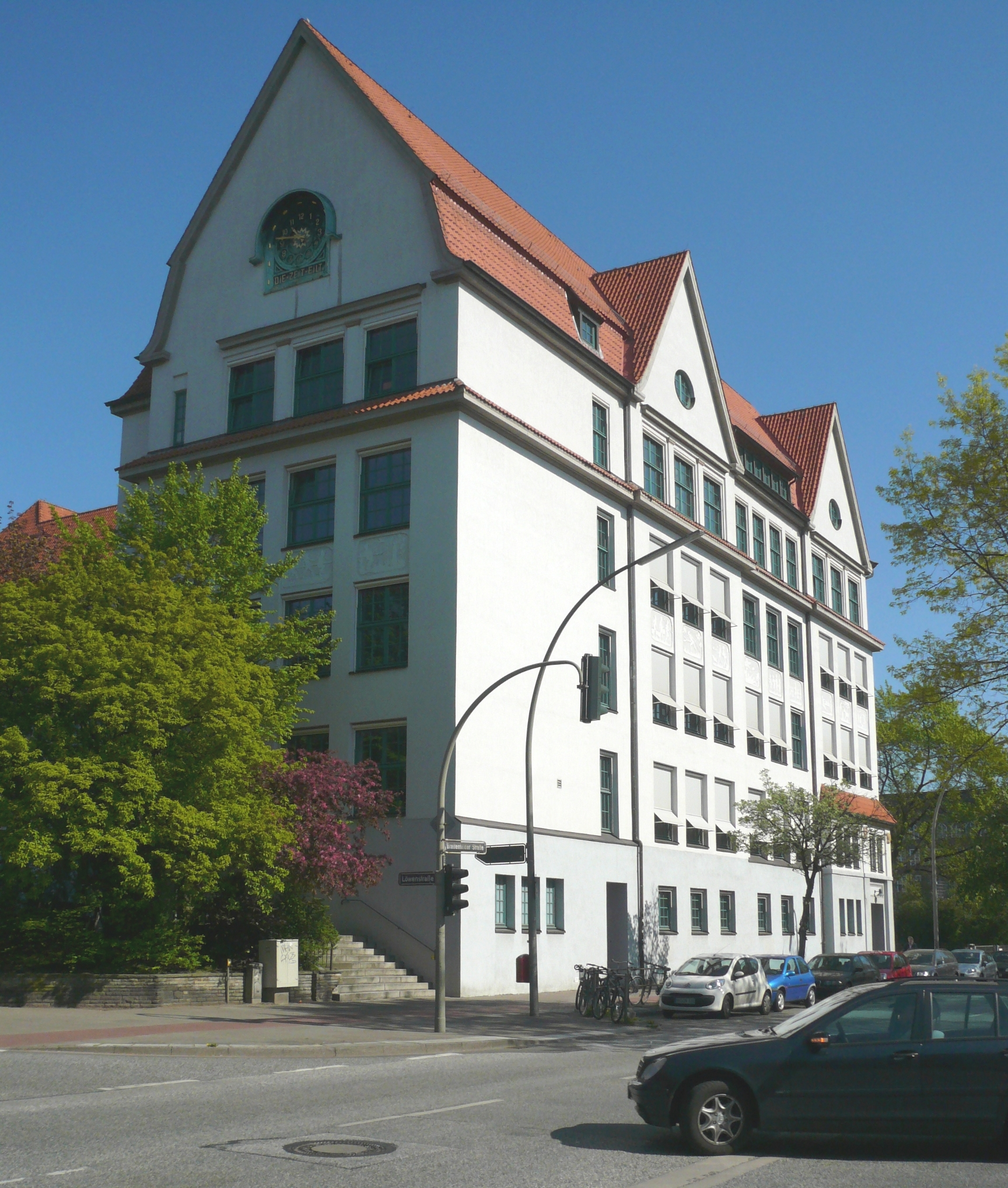
Escola (Arquitecte: Albert Erbe)
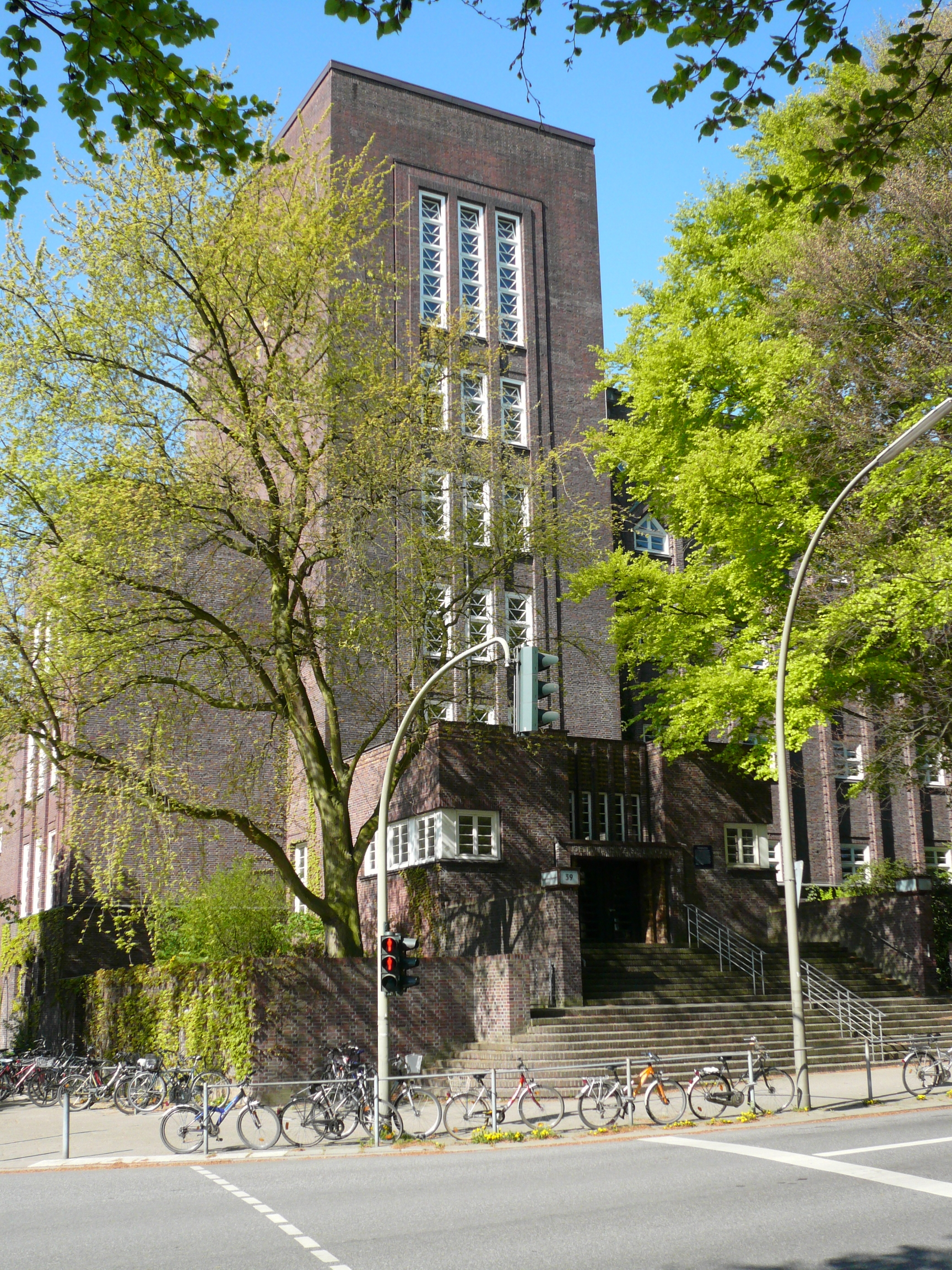
Escola (1926-28) (Arquitecte: Fritz Högers)

## Enllaços i referències
1. ↑  «Stadtteilnamen Hamburgs» (en baix alemany).  Glinn:  Fehrs-Gill, Sellschop för plattdüütsche Spraak, Literatur un Spraakpolitik i.V.. [Consulta: 24 setembre 2015].
2. ↑   «Hogeluft-Ost». A: Hamburger Stadtteil-Profile 2014 (pdf). vol. 16.  Hamburg: Statistikamt Nord, p. 92-93. (Profils estatístics dels Barris d'Hamburg)
3. ↑  Geßler, Katharina; Raczinski, Hans et alii. «Hoheluft-Ost». A: Das große Hamburgbuch.  Hamburg: Hamburger Abendblatt, 2012, p. 412. ISBN 978-3-86370-110-9. «1200»
4. ↑  Hoheluft-Ost - Lloc web oficial
5. ↑  Beckershaus, Horst. «Hoheluft». A: Die Namen der Hamburger Stadtteile.  Hamburg: Editorial Ernst Kabel, 1998, p. 58-59. ISBN 3-8225-0471-8.(Els noms dels barris d'Hamburg)
6. ↑  Tilgner, Daniel. «Hoheluft-Ost». A: Hamburg von Altona bis Zollenspieker: Das Haspa-Handbuch für alle Stadtteile der Hansestadt (en alemany).  Hamburg: Hoffmann & Campe, 2002, p. 508-517. ISBN 3-455-11333-8. (Hamburg de l'A d'Altona cap al Z de Zollenspiecker: el manual de l'Haspa de tots els barris de la ciutat hanseàtica)
7. ↑  Neubert, Peter John. «Von der Torsperre und dem Bürgermilitär». Das Hamburgbuch, 1956.